# The Virgin Tour
The Virgin Tour bylo debutové koncertní turné americké zpěvačky a skladatelky Madonny, propagující její první dvě studiová alba Madonna (1983) a Like a Virgin (1984). Ačkoli bylo původně plánováno pro mezinárodní koncertní pódia, nakonec došlo jen k severoamerickým vystoupením ve Spojených státech a Kanadě. Záměr jeho uskutečnění oficiálně oznámilo vydatelství Warner Bros. Records 15. března 1985, kdy započaly produkční přípravy. Režisérem se stal její spolupracovník a hudební producent Patrick Leonard, i přes počáteční odmítnutí pro vyčerpání z předešlé práce. Záměrem umělkyně byla reflexe vlastní osobnosti. Na kostýmní stránce spolupracovala s návrhářem Maripolem. V rolích předskokanů se představila newyorská rocková formace Beastie Boys.
Pódium mělo směrem k publiku trojúhelníkový tvar a dozadu sestávalo z ramp a schodišť. Čtyři velké projekční plochy lemovaly do tří stran vnější obvod pódia, nad nímž byla zavěšena světelná aparatura. Koncertní šňůra odstartovala 10. dubna 1985 v Seattlu a po čtyřiceti vystoupeních byla zakončena 11. června téhož roku v newyorské Madison Square Garden. Energicky pohybující se Madonna interpretovala skladby v choreografii se dvěma tanečníky. Show uzavřela v bílých svatebních šatech za zpěvu písní „Like a Virgin“ a „Material Girl“.
Komerčně úspěšné turné obdrželo smíšené recenze od kritiků. Po oznámení koncertů byly vstupenky téměř ihned vyprodány. Celkový výdělek byl po skončení uveden ve výši 5 milionů amerických dolarů. Billboard Boxscore zveřejnil částku 3,3 milionu dolarů. Newyorský obchodní dům Macy's v reakci na show zaplavili zákazníci, kteří kupovali zboží, v němž umělkyně vystupovala – naušnice s krucifixem či bezprstové rukavice.
V roce 1985 došlo k vydání dokumentu Madonna Live: The Virgin Tour na kazetách VHS z detroitské zastávky show. Skladby „Angel“, „Borderline“ a „Burning Up“ v něm chyběly. Certifikace RIAA videonahrávce udělila zlatou desku za více než 50 000 prodaných kopií. Záznam se stal nejlépe prodávanou hudební videokazetou roku 1986 a v hitparádě Billboardu nejlepších hudebních videokazet figuroval celkem 65 týdnů, s vrcholem na 11. místě. RIAA mu poté udělila dvě platiny za prodej více než 200 000 nahrávek.

## Seznam písní
Seznam písní The Virgin Tour.
1. „Dress You Up“
2. „Holiday“
3. „Into the Groove“
4. „Everybody“
5. „Angel“
6. „Gambler“
7. „Borderline“
8. „Lucky Star“
9. „Crazy for You“
10. „Over and Over“
11. „Burning Up“

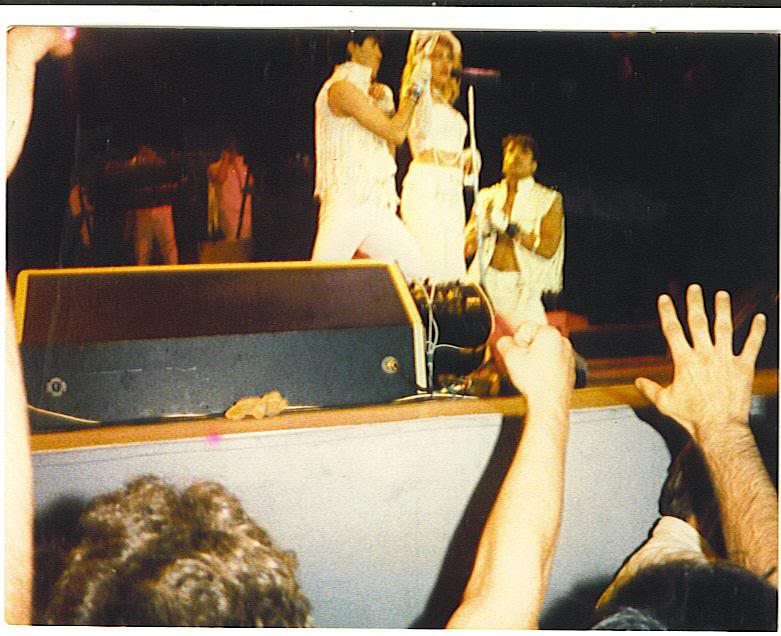
Závěrečnou skladbou koncertu se stala „Material Girl“, kterou Madonna zpívala ve svatebních šatech

12. „Like a Virgin“ (obsahuje elementy skladby „Billie Jean“)
13. „Material Girl“

## Seznam koncertů
| Seznam koncertů The Virgin Tour (turné zahrnovalo 40 koncertů) |                |               |                                 |              |                   |            |
| Datum                                                          | město          | stát          | místo konání                    | předskokan   | návštěvnost       | výdělek    |
| Severní Amerika                                                |                |               |                                 |              |                   |            |
| 10. dubna 1985                                                 | Seattle        | Spojené státy | Paramount Theatre               | Beastie Boys | —                 | —          |
| 12. dubna 1985                                                 | Seattle        | Spojené státy | Paramount Theatre               | Beastie Boys | —                 | —          |
| 13. dubna 1985                                                 | Seattle        | Spojené státy | Paramount Theatre               | Beastie Boys | —                 | —          |
| 15. dubna 1985                                                 | Portland       | Spojené státy | Arlene Schnitzer Concert Hall   | Beastie Boys | —                 | —          |
| 16. dubna 1985                                                 | Portland       | Spojené státy | Arlene Schnitzer Concert Hall   | Beastie Boys | —                 | —          |
| 19. dubna 1985                                                 | San Diego      | Spojené státy | SDSU Open Air Theatre           | Beastie Boys | 8 696 / 8 696     | $124 773   |
| 20. dubna 1985                                                 | San Diego      | Spojené státy | SDSU Open Air Theatre           | Beastie Boys | 8 696 / 8 696     | $124 773   |
| 21. dubna 1985                                                 | Costa Mesa     | Spojené státy | Pacific Amphitheatre            | Beastie Boys | 18 765 / 18 765   | $297 473   |
| 23. dubna 1985                                                 | San Francisco  | Spojené státy | San Francisco Civic Auditorium  | Beastie Boys | 8 500 / 8 500     | $127 500   |
| 26. dubna 1985                                                 | Los Angeles    | Spojené státy | Universal Amphitheatre          | Beastie Boys | —                 | —          |
| 27. dubna 1985                                                 | Los Angeles    | Spojené státy | Universal Amphitheatre          | Beastie Boys | —                 | —          |
| 28. dubna 1985                                                 | Los Angeles    | Spojené státy | Universal Amphitheatre          | Beastie Boys | —                 | —          |
| 30. dubna 1985                                                 | Tempe          | Spojené státy | ASU Activity Center             | Beastie Boys | 10 013 / 10 013   | $133 427   |
| 3. května 1985                                                 | Dallas         | Spojené státy | Dallas Convention Center        | Beastie Boys | 8 717 / 8 717     | $130 735   |
| 4. května 1985                                                 | Houston        | Spojené státy | Hofheinz Pavilion               | Beastie Boys | 7 300 / 7 300     | $101 880   |
| 5. května 1985                                                 | Austin         | Spojené státy | Frank Erwin Center              | Beastie Boys | —                 | —          |
| 7. května 1985                                                 | New Orleans    | Spojené státy | UNO Lakefront Arena             | Beastie Boys | —                 | —          |
| 9. května 1985                                                 | Tampa          | Spojené státy | USF Sun Dome                    | Beastie Boys | 8 400 / 8 400     | $125 415   |
| 10. května 1985                                                | Orlando        | Spojené státy | Orange County Convention Center | Beastie Boys | 10 596 / 10 596   | $154 275   |
| 11. května 1985                                                | Pembroke Pines | Spojené státy | Hollywood Sportatorium          | Beastie Boys | —                 | —          |
| 14. května 1985                                                | Atlanta        | Spojené státy | The Omni                        | Beastie Boys | 14 843 / 14 843   | $215 760   |
| 16. května 1985                                                | Cleveland      | Spojené státy | Public Auditorium               | Beastie Boys | —                 | —          |
| 17. května 1985                                                | Cincinnati     | Spojené státy | Cincinnati Gardens              | Beastie Boys | —                 | —          |
| 18. května 1985                                                | Chicago        | Spojené státy | UIC Pavilion                    | Beastie Boys | —                 | —          |
| 20. května 1985                                                | Chicago        | Spojené státy | UIC Pavilion                    | Beastie Boys | —                 | —          |
| 21. května 1985                                                | Saint Paul     | Spojené státy | Saint Paul Civic Center         | Beastie Boys | —                 | —          |
| 23. května 1985                                                | Toronto        | Kanada        | Maple Leaf Gardens              | Beastie Boys | 16 000 / 16 000   | $238 264   |
| 25. května 1985                                                | Detroit        | Spojené státy | Cobo Arena                      | Beastie Boys | 24 382 / 24 382   | $332 780   |
| 26. května 1985                                                | Detroit        | Spojené státy | Cobo Arena                      | Beastie Boys | 24 382 / 24 382   | $332 780   |
| 28. května 1985                                                | Pittsburgh     | Spojené státy | Pittsburgh Civic Arena          | Beastie Boys | 15 600 / 15 600   | $219 210   |
| 29. května 1985                                                | Filadelfie     | Spojené státy | The Spectrum                    | Beastie Boys | 15 543 / 15 543   | $207 547   |
| 30. května 1985                                                | Hampton        | Spojené státy | Hampton Coliseum                | Beastie Boys | —                 | —          |
| 1. června 1985                                                 | Columbia       | Spojené státy | Merriweather Post Pavilion      | Beastie Boys | —                 | —          |
| 2. června 1985                                                 | Worcester      | Spojené státy | Worcester Centrum               | Beastie Boys | 11 981 / 11 981   | $177 515   |
| 3. června 1985                                                 | New Haven      | Spojené státy | New Haven Coliseum              | Beastie Boys | 10 190 / 10 190   | $153 856   |
| 6. června 1985                                                 | New York       | Spojené státy | Radio City Music Hall           | Beastie Boys | 17 538 / 17 538   | $294 050   |
| 7. června 1985                                                 | New York       | Spojené státy | Radio City Music Hall           | Beastie Boys | 17 538 / 17 538   | $294 050   |
| 8. června 1985                                                 | New York       | Spojené státy | Radio City Music Hall           | Beastie Boys | 17 538 / 17 538   | $294 050   |
| 10. června 1985                                                | New York       | Spojené státy | Madison Square Garden           | Beastie Boys | —                 | —          |
| 11. června 1985                                                | New York       | Spojené státy | Madison Square Garden           | Beastie Boys | —                 | —          |
| Celkem                                                         | Celkem         | Celkem        | Celkem                          | Celkem       | 207 064 / 207 064 | $3 034 460 |

## Obsazení

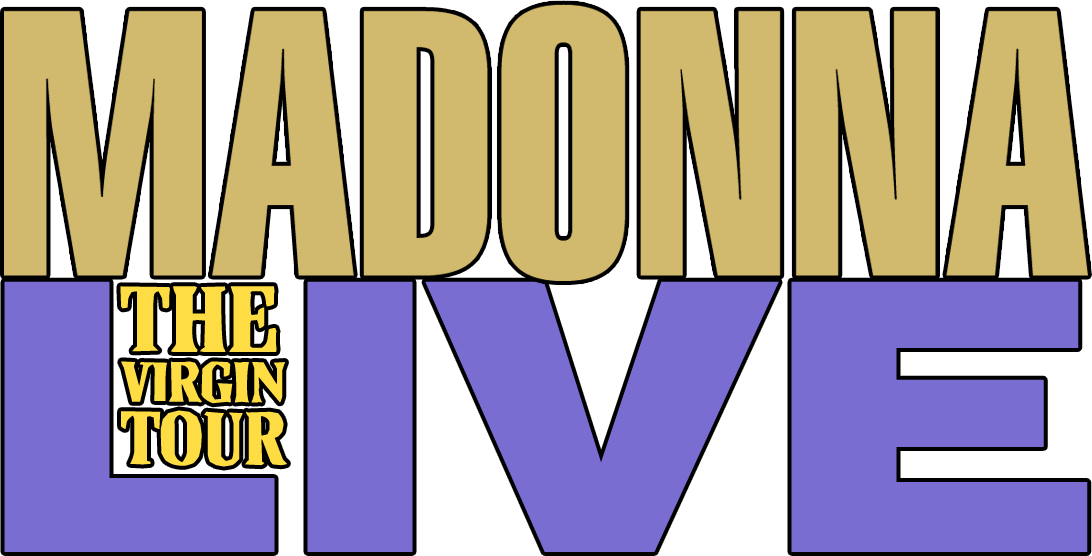
Logo The Virgin Tour

- Madonna – zpěv
- Ian Knight – architekt scény
- Brad Jeffries – choreograf
- Patrick Leonard – klávesové nástroje/MD
- Billy Meyers – klávesové nástroje
- Jonathan P. Moffet – bicí nástroje
- Bill Lanphier – basová kytara / syntetické basy
- James Harrah – kytary
- Paul Pesco – kytary
- Michael Perea – doprovodný tanečník
- Lyndon B. Johnson – doprovodný tanečník
- Freddy DeMann – osobní manažer
- Dave Kob – mixáž zvuku
- Maripol – návrhář kostýmů